# Dowmont Franciszek Giedroyć
Dowmont Franciszek Ignacy Giedroyć (ur. 10 lutego 1860 w Owilu k. Jezioros, zm. 6 października 1944 w Milanówku) – polski lekarz dermatolog, historyk medycyny. Profesor Uniwersytetu Warszawskiego.

## Życiorys
Urodził się w rodzinie wywodzącej się z książęcego rodu litewskiego jako syn Feliksa i Pauliny z Dąbrowskich. W 1880 roku ukończył gimnazjum w Wilnie. W latach 1880–1886 studiował medycynę na Cesarskim Uniwersytecie Warszawskim. Po uzyskaniu dyplomu lekarskiego został asystentem w warszawskim Szpitalu Świętego Łazarza. Specjalizował się wówczas w dermatologii i chorobach wenerycznych, otworzył również prywatną praktykę. W 1888 opublikował pierwszy samodzielny artykuł na łamach czasopisma "Medycyna". W latach 90. począł wydawać również pierwsze prace z zakresu historii medycyny i farmacji; w 1897 opublikował dobrze przyjętą monografię Rys historyczny Szpitala Św. Łazarza w Warszawie. 
W 1908 roku Giedroyć publikuje Zapiski do dziejów szpitalnictwa w dawnej Polsce, a w 1911 roku Źródła biograficzno-bibliograficzne do dziejów medycyny w dawnej Polsce; obydwie prace, powstałe w wyniku wieloletniej kwerendy archiwalnej, stanowiły kompendium źródłowe dla badaczy dziejów medycyny. W 1912 roku w uznaniu jego zasług naukowych przyjęto go w poczet członków Towarzystwa Naukowego Warszawskiego. W 1913 roku otrzymał tytuł doktora wszech nauk lekarskich z nadania Rady Wydziału Lekarskiego UJ.
W 1913 wydał kolejną znaczącą monografię Rada Lekarska Księstwa Warszawskiego i Królestwa Polskiego. W czasie I wojny światowej włączył się aktywnie w tworzenie polskich instytucji samorządowych, wchodząc w skład Rady Lekarskiej Królestwa Polskiego powołanej staraniem Tymczasowej Rady Stanu. W 1919 mianowano go starszym referentem w Sekretariacie Ministerstwa Zdrowia Publicznego i Opieki Społecznej. Jego wiedza, zdobyta w ciągu całych lat pracy archiwalnej, była teraz przydatna w kształtowaniu się organizacji służby zdrowia. W 1920 roku został mianowany profesorem zwyczajnym UW. 
W 1921 wydał Słownik lekarski polski do działu chorób skórnych i wenerycznych. W 1927 drukiem ukazała się licząca ponad 550 stron Służba zdrowia w dawnem Wojsku Polskim, będąca przekrojową monografią opisującą dzieje medycyny wojskowej w Polsce od średniowiecza po XIX wiek. Z kolei w latach 1931-33 ukazał się w dwóch tomach Polski Słownik Lekarski, który obejmował terminologię od początków piśmiennictwa medycznego w Polsce do XIX wieku włącznie. Ostatnim dziełem Giedroyća były Wiekowe spory o błonę dziewiczą, wydane w 1934 roku.
Od 1934 członek korespondent Polskiej Akademii Umiejętności. Był członkiem Towarzystwa Lekarskiego Warszawskiego, a także współorganizatorem i członkiem Towarzystwa Miłośników Historii Medycyny.2 maja 1923 został odznaczony Krzyżem Komandorskim Orderu Odrodzenia Polski. 
Wybuch wojny w 1939 zastał rodzinę Giedroyciów na letnisku w Konstancinie. W trakcie wrześniowych walk o Warszawę mieszkanie profesora wraz ze zgromadzonymi w nim precjozami uległo całkowitemu zniszczeniu. Po upadku powstania warszawskiego w trakcie ewakuacji ludności cywilnej z Warszawy ciężko chory znalazł się w szpitalu Czerwonego Krzyża w Milanówku, gdzie zmarł.

## Wybrane prace
- Polski słownik lekarski